# Robert Poëti
Robert Poëti, né le 13 août 1955 à Montréal, est un policier et homme politique québécois, ancien agent de la Sûreté du Québec. 
Il est député libéral à l'Assemblée nationale du Québec de la circonscription de Marguerite-Bourgeoys de 2012 à 2018.
Il est ministre des Transports dans le gouvernement Couillard de 2014 à 2016.

## Biographie
Né le 13 août 1955 à Montréal, Robert Poëti obtient, après avoir complété des études collégiales en administration, son diplôme de l'École nationale de police du Québec. En 2000, il termine une maîtrise à l'École nationale d'administration publique.
Il travaille comme relationniste à la Sûreté du Québec avant de se lancer en politique en 2012. Il est élu député à l'Assemblée nationale du Québec de la circonscription de Marguerite-Bourgeoys lors des élections générales québécoises de 2012. Il est porte-parole de l'opposition officielle en matière de sécurité publique entre 2012 et 2014.
Le 23 avril 2014, il est nommé ministre des Transports du Québec ainsi que ministre responsable de la région de Montréal. Le 28 janvier 2016, à la suite du remaniement ministériel par le premier ministre Philippe Couillard, Jacques Daoust lui succède en tant que ministre des Transports, et Martin Coiteux en tant que ministre responsable de la ville de Montréal.
Le 11 octobre 2017, à la suite d'un nouveau remaniement ministériel, il est nommé ministre délégué à l'Intégrité des marchés publics et aux Ressources informationnelles. Il occupe ce poste jusqu'au 18 octobre 2018. Il ne se représente pas lors des élections de 2018.
Il devient président-directeur-général de la Corporation des concessionnaires d'automobiles du Québec à l'automne 2018.

## Distinctions et prix
Robert Poëti reçoit la mention d'honneur Cadet par excellence de l'Institut de police de Nicolet en 1977. Il est également récipiendaire de la Médaille du jubilé de la reine Élisabeth II ainsi que de la Médaille de la police pour services distingués en 2001.